# Avenida Las Américas (Ponce)
La avenida Las Américas es una avenida principal en la ciudad de Ponce, Puerto Rico, coextensiva y señalizada la mayor parte de su trayecto como carretera PR-163. Es una de las principales avenidas de Ponce que está totalmente dentro de los límites de la ciudad, haciendo su recorrido de este a oeste. A partir del 12 de noviembre de 2010, el segmento de esta vía que conduce desde su intersección en el oeste con la PR-2R, conocida como carretera Pámpanos, hasta su intersección en el este con la PR-12 se convirtió oficialmente el bulevar Luis A. Ferré. El tramo que se encuentra entre la avenida Hostos (PR-123), en el este, y la carretera Pámpanos, en el oeste, es el más antiguo, construido en 1960.: 52 

## Descripción de la ruta
La carretera es una vía de seis carriles dividida en dos sentidos que comienza en su cruce en el barrio Canas con la carretera PR-500, cerca de la avenida Baramaya (PR-9), junto al puente San Antonio,: 251  y corre hacia el este hasta su encuentro con la PR-1 en el bulevar Miguel Pou.
La avenida Las Américas corre hacia el este desde la PR-500. Se cruza con el ramal 2 (PR-2R) cerca del estadio Francisco Montaner y el auditorio Juan Pachín Vicéns, y pasa por la Secretaría de Recreación y Deportes. Continuando hacia el este pasa por la Pontificia Universidad Católica de Puerto Rico y el Museo de Arte de Ponce antes de cruzar con la avenida Hostos. Otros puntos de interés en avenida Las Américas son el antiguo cuartel de la Policía de Puerto Rico para la región de Ponce, el Centro Gubernamental de Ponce y el Hospital Metropolitano Dr. Pila. Continuando hacia el este, la vía cruza el río Portugués e inmediatamente después cruza la avenida Santiago de los Caballeros (PR-12), donde gira hacia el norte para cruzarse con la PR-1 en el bulevar Miguel Pou, aproximadamente una milla más adelante. Entre los lugares y negocios adicionales a lo largo de su camino se encuentran Café Rico y Centro del Sur Mall, ambos en la intersección de la avenida Las Américas con la PR-133, también conocida como calle Comercio.

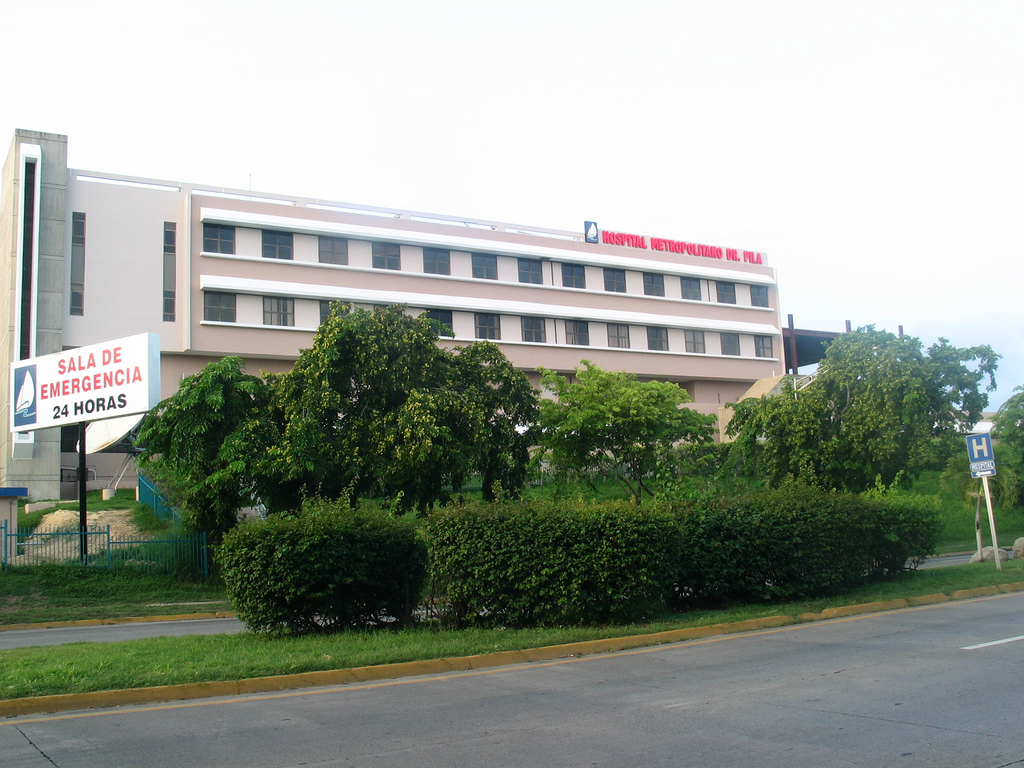
Hospital Metropolitano Dr. Pila al lado norte de la avenida Las Américas, mirando al noreste, en el barrio Canas Urbano
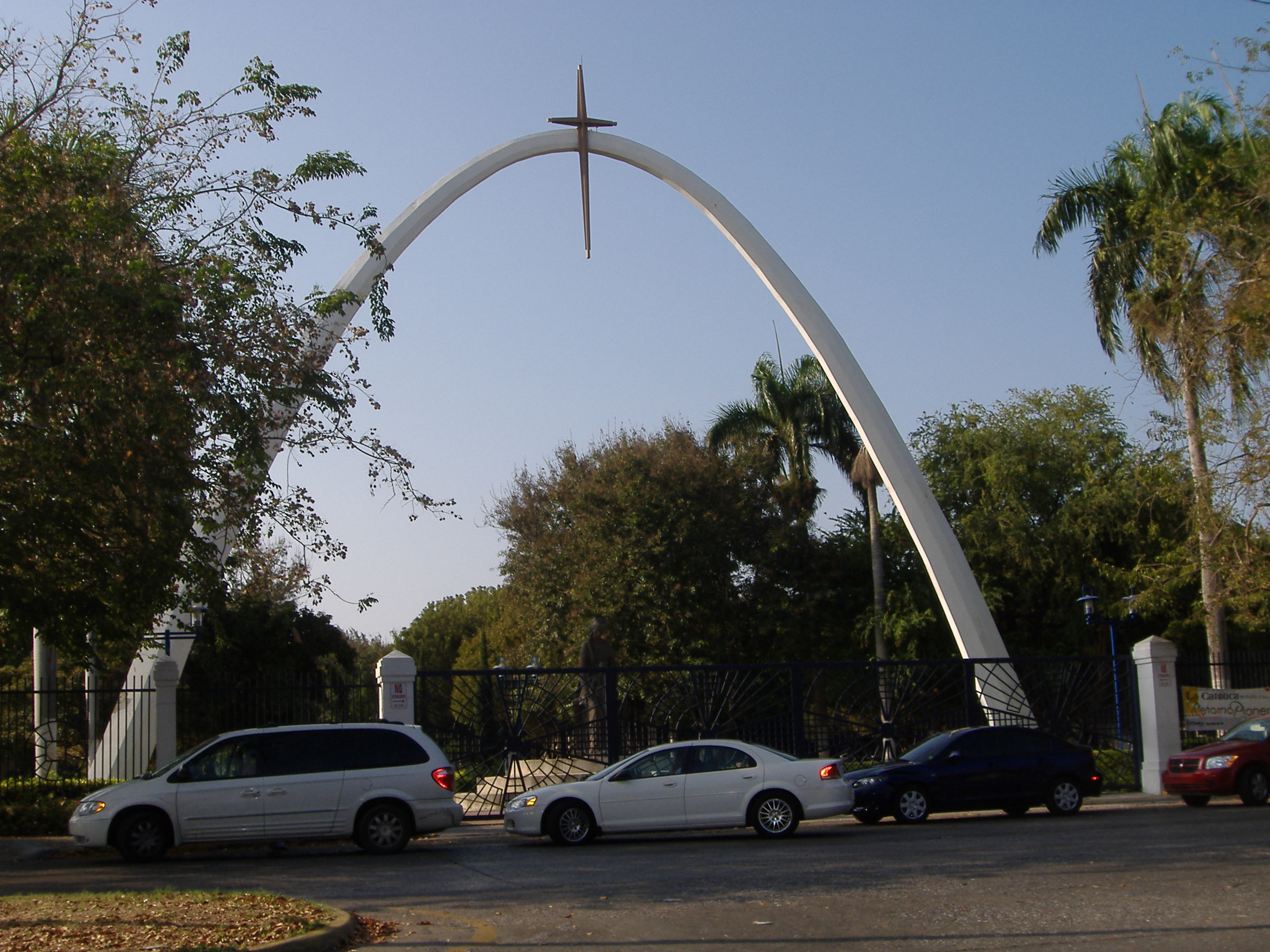
Entrada principal de la Pontificia Universidad Católica de Puerto Rico en la avenida Las Américas

### Características
La avenida Las Américas tiene aproximadamente siete kilómetros de largo y termina en la intersección del bulevar Miguel Pou (PR-1). Aunque la carretera está señalizada como PR-163 hasta la intersección con la carretera PR-1, físicamente la carretera continúa como una carretera no dividida de cuatro carriles llamada avenida Emilio Fagot, conectando con las carreteras PR-14 y PR-10 para acceder a puntos al noreste y al norte, respectivamente. La sección occidental y menos transitada de la carretera experimenta un flujo de tráfico por hora de más de 2400 vehículos. En el extremo más occidental de la carretera, el puente San Antonio conecta la carretera con la PR-9, también llamada avenida Baramaya.: 251 

## Historia
El tramo de la avenida Las Américas entre la avenida Hostos y la carretera Pámpanos fue el primero en ser construido en 1960.: 52  El segmento desde la carretera Pámpanos, en el este, hasta justo antes de la carretera PR-500, en el oeste, se construyó como parte del desarrollo urbano de esa zona en la década de 1960. Sin embargo, la avenida Las Américas llegó a un abrupto callejón sin salida antes de llegar a la PR-500. El tercer tramo construido fue creado para conectar la avenida Las Américas desde la avenida Hostos, en el oeste, hasta la avenida Julio E. Monagas, en el este. Este último segmento fue construido en la década de 1980. Durante el mismo periodo se amplió la vía hacia el oeste para conectar la avenida Las Américas con la PR-500.

## Mantenimiento
Los segmentos de la avenida Las Américas que no concurren con la carretera PR-163 son mantenidos por el municipio de Ponce. No obstante, la ruta estatal, al igual que el resto de las carreteras estatales, es administrada y mantenida por el Departamento de Transportación y Obras Públicas de Puerto Rico (DTOP).